# NGC 184
NGC 184 је лентикуларна галаксија у сазвежђу Андромеда која се налази на NGC листи објеката дубоког неба.
Деклинација објекта је + 29° 26' 51" а ректасцензија 0h 38m 35,8s. Привидна величина (магнитуда) објекта NGC 184 износи 14,6 а фотографска магнитуда 15,6. NGC 184 је још познат и под ознакама CGCG 500-59, PGC 2309.